# 昂嘎桑猪笼草
昂嘎桑猪笼草（学名：Nepenthes angasanensis）是原产于苏门答腊特有的热带食虫植物，生长于海拔2200米至2800米的地区。因昂嘎桑猪笼草的形态特征类似于迈克猪笼草（N. mikei）和多巴猪笼草（N. tobaica），所以该类群的分类争议较大。但也认为其可能是滴液猪笼草（N. densiflora）和多巴猪笼草的自然杂交种。
其种加词“Angasan”来源于模式标本的采集地昂嘎桑山（Mount Puncak Angasan）。尚未发现昂嘎桑猪笼草的变型或变种。

## 形态特征
昂嘎桑猪笼草为藤本植物，可攀爬至9米的高处。茎呈圆柱形，直径为2至4毫米。有分散短侧芽发于地下根茎。节间距长2至6厘米。茎为深红色至黑色。

### 叶
昂嘎桑猪笼草莲座状植株的叶片革质，无柄，线形。长5至7厘米，宽1至1.3厘米。叶尖为急尖，基部包住茎部周长的三分之二。羽状脉发于中脉，斜向延伸，呈不规则的网状。中脉两侧各有2至3条纵脉，出现于叶片外三分之一，大部分发于中脉基部，汇集于末端。昂嘎桑猪笼草侧芽的叶片类似于莲座状植株的叶片，但更大型。其长10至20厘米，宽1.2至2.5厘米。中脉两侧各有3至4条纵脉。昂嘎桑猪笼草攀援茎的叶片也类似于莲座状植株的叶片和侧芽的叶片。其垂直于茎部，呈披针形，叶片末端为钝尖或渐尖。长10至12厘米，宽2至2.5厘米。
叶片为绿色，在阳光下具光泽。中脉为浅绿色。笼蔓为绿色，靠近捕虫笼的末端其颜色接近捕虫笼。

### 捕虫笼
昂嘎桑猪笼草莲座状植株的捕虫笼面向植株中央，高6至8厘米，宽1.8至2厘米。其捕虫笼的下部为卵形，中部为葫芦形，上部为管形至略漏斗形。捕虫笼腹面具一对笼翼，宽1至1.5毫米，具丝状的翼须，长3至6毫米，每厘米8至12条。笼口为卵形，倾斜。几乎无唇颈。唇前部宽1至1.5毫米，靠近笼盖处宽3至4毫米。唇肋间距0.4至0.5毫米，唇齿长1.5至2毫米。捕虫笼内表面的下半部具有微小的覆盖型消化腺。消化腺分布均匀，圆形，直径0.2至0.3毫米，每平方厘米约300个。笼盖为卵形，略拱起，基部为心形。笼盖的下表面零散的分布着一些微小的蜜腺。笼蔓的长度约为叶片的三分之二，无笼蔓圈。笼盖基部的后方具有分叉的笼蔓尾，长0.3至0.4毫米。
侧芽的捕虫笼类似于莲座状植株的捕虫笼，但更大型。其捕虫笼背向植株中心，高12至15厘米，宽3至4厘米。笼盖长3至3.5厘米，宽2.5至2.8厘米。笼盖下表面的中线和边缘散布少量蜜腺，直径约0.2毫米。笼翼缩小为一对隆起。笼蔓尾偶尔分叉，长6至7毫米。
攀援茎的捕虫笼的结构也类似于莲座状植株的捕虫笼，但其下三分之一通常更接近于球形。高8至9厘米，宽1.8至2.5厘米。笼盖长1.8至2.2厘米，宽1.5至2厘米。笼盖下表面的蜜腺集中于中线，其余散布于整个下表面，直径约0.1毫米。笼翼缩小为一对隆起。笼蔓具有一个或两个笼蔓圈。笼蔓尾不分叉或分叉，长3至4毫米。
捕虫笼的外表面为红色至黑色，偶尔为绿底红斑，其内表面为绿色或红色。唇为绿色，偶尔为红色或黑色。

### 花序
昂嘎桑猪笼草的花序为总状花序。总花梗为圆柱形，长4至9厘米，宽1.2至2毫米。花序轴长1.5至3.5厘米，共9至17朵花。花梗轮生，带1朵花，基部宽0.5至1毫米，花序顶部的花梗长3毫米，基部的花梗长9毫米。偶尔最底部的花梗基部具有长1至1.5毫米的苞片。花被片为披针形或杯状，长4至5毫米，宽约1.5毫米。内表面具椭圆形蜜腺，直径0.1至0.2毫米。心皮长5至7毫米，宽2至3毫米，靠近花序末端的心皮较短。果荚长2至2.7厘米，宽3至4毫米。花序为深绿色或灰色。

### 毛被
昂嘎桑猪笼草植株发育成熟的组织，其毛被非常稀疏。茎、叶片和花序无毛被。笼蔓披被丝状的毛被，长0.2至0.5毫米。捕虫笼和笼盖覆盖着稀疏的丝状毛被，长0.3至0.5毫米。总花梗和花梗披被密集的丝状短毛被，长约0.3毫米。花被片的外表面具少量毛被，边缘具密集的丝状的卷毛被，长0.05至0.1毫米。毛被为白色，花被片边缘的毛被为棕色。

## 分类关系
1999年，布鲁斯·萨蒙（Bruce Salmon）和里基·毛德（Ricky Maulder）对昂嘎桑猪笼草、迈克猪笼草和多巴猪笼草形态特征上的对比。
| 昂嘎桑猪笼草、迈克猪笼草和多巴猪笼草之间的形态特征区别（Salmon & Maulder, 1999） |                                  |                       |                                |
| 形态特征                                                                         | 昂嘎桑猪笼草                     | 迈克猪笼草            | 多巴猪笼草                     |
| 习性                                                                             | 有发自地下根茎的侧枝             | 无根茎                | 无根茎                         |
| 笼蔓尾                                                                           | 分叉状                           | 丛状                  | 丝状                           |
| 唇齿                                                                             | 长1.5至2毫米                     | 长0.2至0.4毫米        | 短于0.2毫米                    |
| 茎                                                                               | 圆柱形                           | 圆柱形                | 圆柱形至钝三棱柱形             |
| 苞片                                                                             | 仅偶尔出现于最底部的花梗基部附近 | 出现于所有花梗的中部  | 量少，出现于花梗基部或略基部处 |
| 捕虫笼腺体                                                                       | 300 / cm²                        | 150-180 / cm²         | 200-250 / cm²                  |
| 花梗花数                                                                         | 1朵                              | 1朵                   | 2朵                            |
| 雌性花序                                                                         | 55至125毫米；9至17朵花           | 40至80毫米；4至10朵花 | 195至400毫米；30至50朵花       |

2001年，查尔斯·克拉克对来自苏门答腊岛和西马来西亚的猪笼草进行了分支系统学分析，共利用了70个形态特征。以下为猪笼草进化树的“第6分支”。昂嘎桑猪笼草与迈克猪笼草的相关性达79%。
|  | 小猪笼草   |
|  |            |
|  | 两眼猪笼草 |
|  |            |

|     | 多巴猪笼草                                                  |
|     |                                                             |
| 79% | \| \| 昂嘎桑猪笼草 \| \| \| \| \| \| 迈克猪笼草 \| \| \| \| |
|     | \| \| 昂嘎桑猪笼草 \| \| \| \| \| \| 迈克猪笼草 \| \| \| \| |
|     | 昂嘎桑猪笼草                                                |
|     |                                                             |
|     | 迈克猪笼草                                                  |
|     |                                                             |

|  | 昂嘎桑猪笼草 |
|  |              |
|  | 迈克猪笼草   |
|  |              |

|     | 多巴猪笼草                                                  |
|     |                                                             |
| 79% | \| \| 昂嘎桑猪笼草 \| \| \| \| \| \| 迈克猪笼草 \| \| \| \| |
|     | \| \| 昂嘎桑猪笼草 \| \| \| \| \| \| 迈克猪笼草 \| \| \| \| |
|     | 昂嘎桑猪笼草                                                |
|     |                                                             |
|     | 迈克猪笼草                                                  |
|     |                                                             |

|  | 昂嘎桑猪笼草 |
|  |              |
|  | 迈克猪笼草   |
|  |              |

|  | 小猪笼草   |
|  |            |
|  | 两眼猪笼草 |
|  |            |

|     | 多巴猪笼草                                                  |
|     |                                                             |
| 79% | \| \| 昂嘎桑猪笼草 \| \| \| \| \| \| 迈克猪笼草 \| \| \| \| |
|     | \| \| 昂嘎桑猪笼草 \| \| \| \| \| \| 迈克猪笼草 \| \| \| \| |
|     | 昂嘎桑猪笼草                                                |
|     |                                                             |
|     | 迈克猪笼草                                                  |
|     |                                                             |

|  | 昂嘎桑猪笼草 |
|  |              |
|  | 迈克猪笼草   |
|  |              |

|     | 多巴猪笼草                                                  |
|     |                                                             |
| 79% | \| \| 昂嘎桑猪笼草 \| \| \| \| \| \| 迈克猪笼草 \| \| \| \| |
|     | \| \| 昂嘎桑猪笼草 \| \| \| \| \| \| 迈克猪笼草 \| \| \| \| |
|     | 昂嘎桑猪笼草                                                |
|     |                                                             |
|     | 迈克猪笼草                                                  |
|     |                                                             |

|  | 昂嘎桑猪笼草 |
|  |              |
|  | 迈克猪笼草   |
|  |              |

## 自然杂交种
已发现了关于昂嘎桑猪笼草的自然杂交种：
- N. angasanensis × N. densiflora[8]

## 扩展阅读
- 食虫植物照片搜寻引擎中昂嘎桑猪笼草的照片 （页面存档备份，存于）